# Cliff Robertson
Cliff Robertson, nome completo Clifford Parker Robertson III (La Jolla, 9 settembre 1923 – Brookhaven, 10 settembre 2011), è stato un attore statunitense.

## Biografia

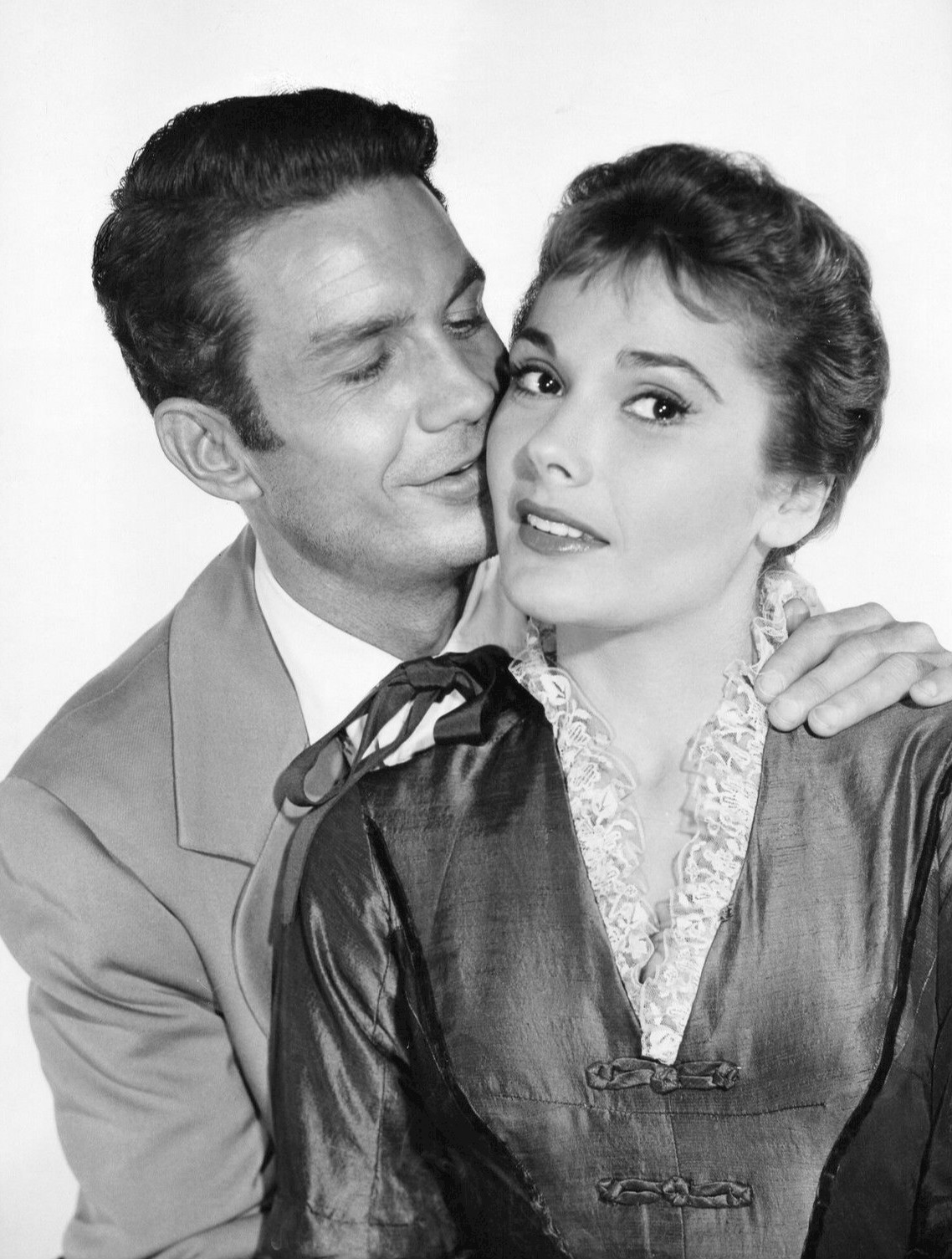
Cliff Robertson e Felicia Farr nella serie televisiva Playhouse 90 (1958)

Robertson fu dapprima giornalista, poi interprete teatrale. Fece il suo debutto cinematografico in Picnic (1955) di Joshua Logan e successivamente si vide affidare dalla Columbia Pictures l'impegnativo ruolo di coprotagonista nel melodramma Foglie d'autunno (1956) di Robert Aldrich, al fianco di Joan Crawford. Si rivelò adatto al genere bellico, recitando nel suo primo importante ruolo da protagonista nel film Il nudo e il morto (1958), diretto da Raoul Walsh e tratto dall'omonimo romanzo di Norman Mailer, ma raggiunse il vero successo interpretando la parte di John Fitzgerald Kennedy nel biografico PT 109 - Posto di combattimento! (1963).
Dopo aver spaziato anche nel thriller metropolitano con La vendetta del gangster (1961) di Samuel Fuller, nel dramma politico L'amaro sapore del potere (1964) di Franklin J. Schaffner, e nell'ironica spy story 50.000 sterline per tradire (1965) di Basil Dearden, Robertson vinse il premio Oscar al miglior attore nel 1969 per l'interpretazione ne I due mondi di Charly (1968), nel ruolo dell'uomo mentalmente ritardato che diventa un genio a seguito di un intervento chirurgico e che si innamora della giovane psicologa che lo ha in cura. Il ruolo di Charly gli valse anche una candidatura al Golden Globe per il miglior attore in un film drammatico.
Molto attivo anche come interprete televisivo, a metà degli anni sessanta Robertson impersonò il bandito Shame nella serie Batman, e nel 1965 vinse un premio Emmy per la sua interpretazione in The Game, episodio della serie antologica Polvere di stelle.
Dopo due film di grande successo, I tre giorni del Condor (1975) di Sydney Pollack e il thriller hitchcockiano Obsession - Complesso di colpa (1976) di Brian De Palma, alla metà degli anni settanta la carriera di Robertson subì una battuta d'arresto, quando egli accusò David Begelman, produttore capo della Columbia Pictures, di malversazione. Malgrado Begelman si fosse dichiarato colpevole e avesse ammesso di essersi indebitamente appropriato di 10.000 dollari a nome di Robertson, fu l'attore a vedere compromessa la propria carriera e a subire per qualche anno l'ostracismo di Hollywood.

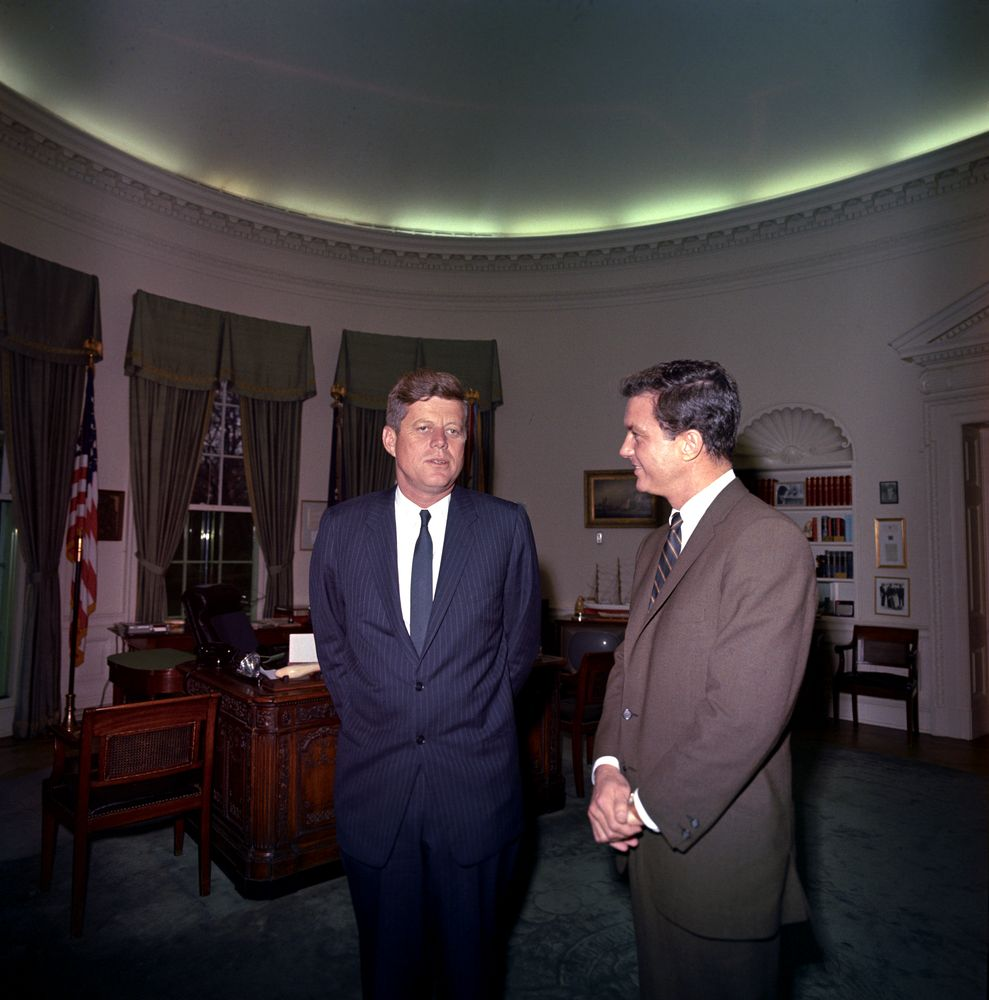
Robertson e il Presidente Kennedy

Già protagonista, regista e produttore del dramma Il re del rodeo, girato nel 1971, Robertson ritentò la medesima formula con Il pilota (1979), ma senza successo. Tiepide accoglienze furono poi riservate a Brainstorm - Generazione elettronica (1983), un film di fantascienza segnato dalla tragica morte della protagonista Natalie Wood, avvenuta durante le riprese. L'attore chiuse comunque in modo positivo la carriera cinematografica, comparendo dapprima nel film d'azione Fuga da Los Angeles (1996) di John Carpenter, e successivamente nella trilogia di Spider-Man di Sam Raimi, nel ruolo di Ben Parker. Partecipò inoltre al film Disney in live action Tuffo nel buio (1991).
Appassionato pilota di aerei da turismo e proprietario di diversi aerei storici, Robertson si trovava sopra New York con il suo Beechcraft Baron la mattina degli attentati dell'11 settembre 2001 quando gli fu ordinato di atterrare immediatamente dopo l'attacco al World Trade Center.
È morto a Brookhaven il 10 settembre 2011, il giorno dopo il suo 88º compleanno.

## Filmografia parziale

### Cinema
- Picnic, regia di Joshua Logan (1955)
- Foglie d'autunno (Autumn Leaves), regia di Robert Aldrich (1956)
- Siete tutte adorabili (The Girl Most Likely), regia di Mitchell Leisen (1958)
- Il nudo e il morto (The Naked and the Dead), regia di Raoul Walsh (1958)
- I cavalloni (Gidget), regia di Paul Wendkos (1959)
- La battaglia del Mar dei Coralli (Battle of the Coral Sea), regia di Paul Wendkos (1959)
- As the Sea Rages, regia di Horst Hächler (1959)
- Una notte movimentata (All in a Night's Work), regia di Joseph Anthony (1961)
- Il grande spettacolo (The Big Show), regia di James B. Clark (1961)
- La vendetta del gangster (Underworld U.S.A.), regia di Samuel Fuller (1961)
- La pelle che scotta (The Interns), regia di David Swift (1962)
- I miei sei amori (My Six Loves), regia di Gower Champion (1963)
- PT 109 - Posto di combattimento! (PT 109), regia di Leslie H. Martinson (1963)
- Una domenica a New York (Sunday in New York), regia di Peter Tewksbury (1963)
- L'amaro sapore del potere (The Best Man), regia di Franklin J. Schaffner (1964)
- Squadriglia 633 (633 Squadron), regia di Walter Grauman (1964)
- Strani amori (Love Has Many Faces), regia di Alexander Singer (1965)
- 50.000 sterline per tradire (Masquerade), regia di Basil Dearden (1965)
- Il giorno dopo (Up from the Beach), regia di Robert Parrish (1965)
- Masquerade (The Honey Pot), regia di Joseph L. Mankiewicz (1967)
- La brigata del diavolo (The Devil's Brigade), regia di Andrew V. McLaglen (1968)
- I due mondi di Charly (Charly), regia di Ralph Nelson (1968)
- Non è più tempo d'eroi (Too Late the Hero), regia di Robert Aldrich (1970)
- Il re del rodeo (J.W. Coop), regia di Cliff Robertson (1971)
- La banda di Jesse James (The Great Northfield Minnesota Raid), regia di Philip Kaufman (1972)
- Roger il re dei cieli (Ace Eli and Roger of the Skies), regia di John Erman (1973)
- Man on a Swing, regia di Frank Perry (1974)
- La tentazione e il peccato (Out of Season), regia di Alan Bridges (1975)
- I tre giorni del Condor (Three Days of the Condor), regia di Sydney Pollack (1975)
- Shoot - Voglia di uccidere (Shoot), regia di Harvey Hart (1976)
- La battaglia di Midway (Midway), regia di Jack Smight (1976)
- Obsession - Complesso di colpa (Obsession), regia di Brian De Palma (1976)
- Campus Story (Fraternity Row), regia di Thomas J. Tobin (1977)
- The Pilot, regia di Cliff Robertson (1980)
- Dominique, regia di Michael Anderson (1980)
- Star 80, regia di Bob Fosse (1983)
- Class, regia di Lewis John Carlino (1983)
- Brainstorm - Generazione elettronica (Brainstorm), regia di Douglas Trumbull (1983)
- Shaker Run, regia di Bruce Morrison (1986)
- Malone - Un killer all'inferno (Malone), regia di Harley Cokeliss (1987)
- Tuffo nel buio (Wild Hearts Can't Be Broken), regia di Steve Miner (1991)
- Wind - Più forte del vento (Wind), regia di Carroll Ballard (1992)
- Mezzo professore tra i marines (Renaissance Man), regia di Penny Marshall (1994)
- Fuga da Los Angeles (Escape from L.A.), regia di John Carpenter (1996)
- Spider-Man, regia di Sam Raimi (2002)
- Spider-Man 2, regia di Sam Raimi (2004)
- Riding the Bullet, regia di Mick Garris (2004)
- Spider-Man 3, regia di Sam Raimi (2007)

### Televisione
- Rod Brown of the Rocket Rangers – serie TV, 59 episodi (1953-1954)
- Celebrity Playhouse – serie TV, episodio 1x21 (1956)
- Carovane verso il West (Wagon Train) – serie TV, 1 episodio (1958)
- Westinghouse Desilu Playhouse – serie TV, episodio 1x19 (1959)
- Gli intoccabili (The Untouchables) – serie TV, 1 episodio (1959)
- General Electric Theater – serie TV, episodio 9x24 (1961)
- The United States Steel Hour – serie TV, 4 episodi (1956-1961)
- Outlaws – serie TV, episodi 1x02-2x02-2x13 (1960-1962)
- The Dick Powell Show – serie TV, episodio 1x08 (1961)
- Bus Stop – serie TV, episodio 1x19 (1962)
- Ben Casey – serie TV, episodio 1x22 (1962)
- Ai confini della realtà (The Twilight Zone) – serie TV, 2 episodi (1961-1962)
- The Greatest Show on Earth – serie TV, episodio 1x08 (1963)
- Undicesima ora (The Eleventh Hour) – serie TV, 1 episodio (1963)
- Suspense – serie TV, 1 episodio (1964)
- Polvere di stelle (Bob Hope Presents the Chrysler Theatre) – serie TV, 4 episodi (1964-1967)
- Batman – serie TV, 5 episodi (1966-1968)
- ABC Stage 67 – serie TV, episodio 1x15 (1967)
- Washington: Behind Closed Doors – miniserie TV, 6 episodi (1977)
- Falcon Crest – serie TV, 28 episodi (1983-1984)
- Il codice Rebecca (The Key to Rebecca), regia di David Hemmings (1985) – film TV
- Ford, l'uomo e la sua macchina (Ford: The Man and the Machine), regia di Allan Eastman – film TV (1987)
- Oltre i limiti (The Outer Limits) – serie TV, 1 episodio (1999)

## Doppiatori italiani
Nelle versioni in italiano delle opere in cui ha recitato, Cliff Robertson è stato doppiato da:
- Pino Locchi in Picnic, Foglie d'autunno, I cavalloni, La battaglia del Mar dei Coralli, La vendetta del gangster, PT 109 - Posto di combattimento!, L'amaro sapore del potere, Squadriglia 633, Masquerade, I tre giorni del Condor
- Angelo Nicotra in Spider-Man, Spider-Man 2, Spider-Man 3
- Luciano Melani ne I due mondi di Charly, La battaglia di Midway
- Michele Kalamera in Star 80, Fuga da Los Angeles
- Gino La Monica in Ford, l'uomo e la sua macchina, Wind - Più forte del vento
- Sergio Fantoni ne Il nudo e il morto
- Gianfranco Bellini in Una notte movimentata
- Ferruccio Amendola in Una domenica a New York
- Pino Colizzi ne La brigata del diavolo
- Adalberto Maria Merli in Non è più tempo d'eroi
- Emilio Cigoli in La banda di Jesse James
- Paolo Ferrari in Obsession - Complesso di colpa
- Walter Maestosi in Falcon Crest
- Dario Penne in Class
- Luigi Borghese in Brainstorm - Generazione elettronica
- Paolo Buglioni in Tuffo nel buio
- Carlo Sabatini in Mezzo professore tra i marines

## Riconoscimenti
Premi Oscar 1969 – Oscar al miglior attore per I due mondi di Charly
- Primetime Emmy Awards
  - 1966 - Migliore attore protagonista in una miniserie o film - Polvere di stelle (Bob Hope Presents the Chrysler Theatre) episodio The Game